# アッリネーラ・フサリア
アッリネーラ・フサリア（Hussarya）はポーランドの自動車会社アッリネーラ社が初めて製造する自動車で、同国初のスーパーカー。
「フサリア」の名はポーランドの有翼重騎兵「フサリア」にちなんでいる。2012年にプロトタイプが公開された。
2012年7月18日、アッリネーラ社は特別版として「シリーズ33」を発表。33台限定生産だが、何度も延期され2016年ごろ到着予定となっている。
フサリアの開発に当たってはイギリスのカーデザイナー兼カーエンジニアであるリー・ノーブルが深く関与している。ノーブルは外装デザインとシャシー製造を受け持ち、監査役かつ株主の一人でもある。

## 登場作品
- アスファルト8:Airborne
  - Hussarya 33（ゲーム内では単にHussarya） -  ゲーム内ランク順で前後はRimac Concept OneとFerrari F50。
  - Hussarya GT - ゲーム内ランク順で前後はMcLaren P1 GTRとAston Martin Vulcanで、最高クラス。
- アスファルト9:Legends
  - hussarya33